# Proteus mirabilis
 (janvier 2022).
Si vous disposez d'ouvrages ou d'articles de référence ou si vous connaissez des sites web de qualité traitant du thème abordé ici, merci de compléter l'article en donnant les références utiles à sa vérifiabilité et en les liant à la section « Notes et références ».
Espèce

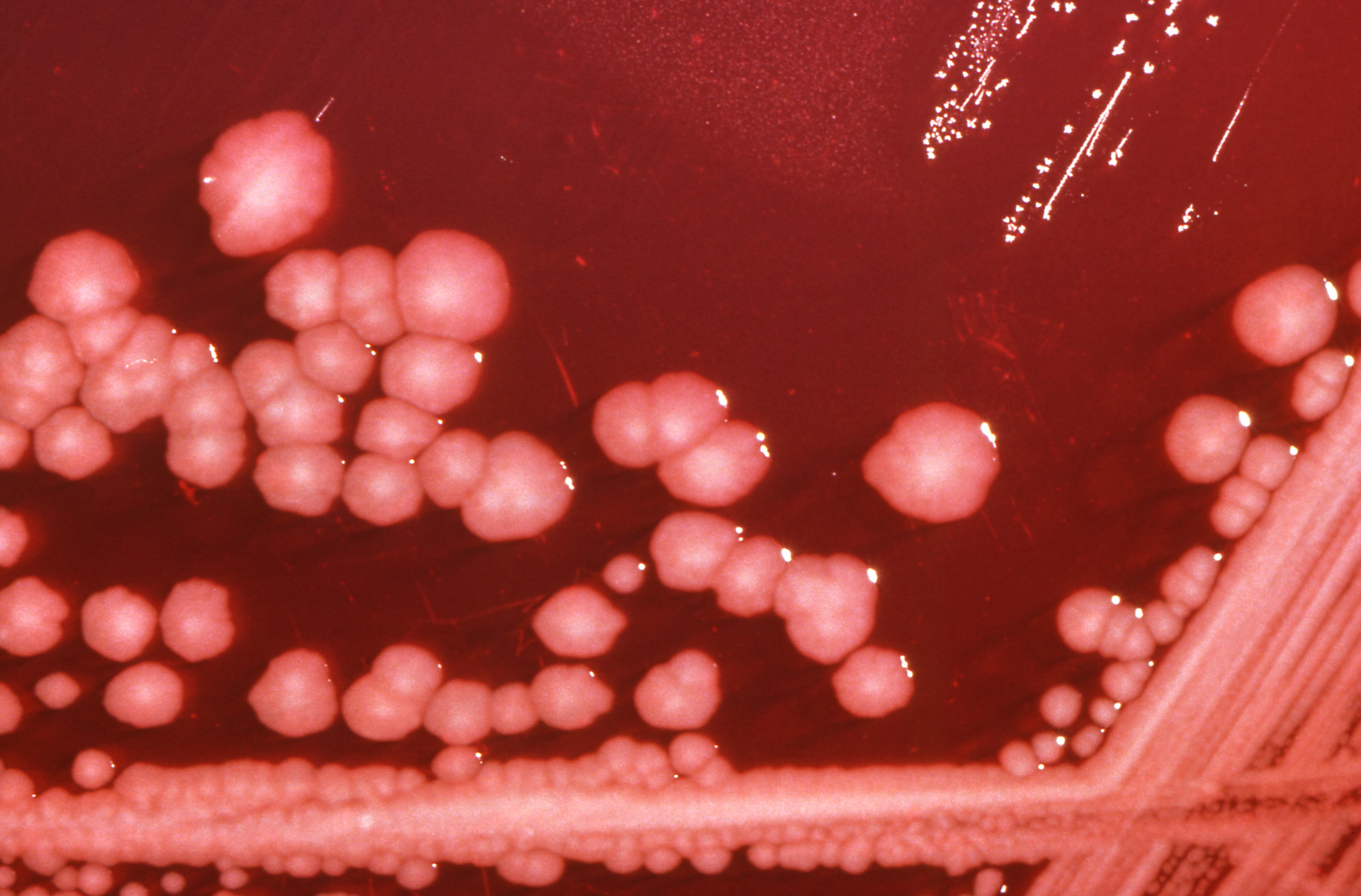
Culture de P. mirabilis sur une gélose XLD

Proteus mirabilis est une espèce de bactéries en bacille, à Gram négatif, appartenant au genre Proteus. Elle est commensale du tube digestif des animaux et peut être responsable d'infections essentiellement urinaires et cutanées. Cette bactérie est habituellement sensible aux antibiotiques actifs sur les entérobactéries, à l'exception de la colistine et des cyclines.
P. mirabilis est à l'origine de 90 % de toutes les infections par Proteus chez l'être humain. Elle est très présente dans l'eau et les sols.
Elle est connue pour provoquer des calculs rénaux. Cette bactérie est uréase positive et produit donc une uréase capable de transformer l'urée en ammoniaque, alcalinisant l'urine. Le pH alcalin va favoriser la précipitation du calcium retrouvé dans l'urine, formant alors des cristaux qui peuvent entraver le bon fonctionnement de l'arbre urinaire.

## Systématique
Le nom correct complet (avec auteur) de ce taxon est Proteus mirabilis Hauser 1885. L'épithète spécifique mirabilis signifie « merveilleux, surprenant ».

## Publication originale
- (de) G. Hauser, Über Fäulnissbakterien und deren Beziehungen zur Septicämie : ein Beitrag zur Morphologie der Spaltpilze, Leipzig, Vogel, 1885 (lire en ligne )